# Jen Oda
Pour les articles homonymes, voir Jen et Oda.
Jennifer "Jen" Oda, née le 21 avril 1983 à Montréal au Québec et décédée le 25 février 2015 à Beverly Hills en Californie, est une mannequin et actrice de théâtre, de cinéma et de télévision canadienne.

## Biographie
Jennifer Oda a été mariée à Vincent Maggio. Elle est assassinée par son ex-mari le 25 février 2015 à Beverly Hills en Californie.

## Filmographie

### Cinéma
- 2004 : Dead End Massacre : Kelly Kwan (créditée comme Jennifer Oda)
- 2007 : My Soul Reflection (court métrage) : la tricheuse (créditée comme Genevieve Odabe)
- 2007 : Spider-Man 3 : la jolie fille
- 2007 : Back Stab : Grae (créditée comme Genevieve Odabe)
- 2010 : Dreamt : Tracey
- 2010 : The Hirosaki Players (court métrage) : la photographe
- 2012 : True Skin (court métrage) : Spokeswoman
- 2013 : Dry Dock (court métrage) : Jen Hagen
- 2015 : Fire City: End of Days : Lisa
- 2016 : 8989 Redstone : Jo

### Télévision
- 2011 : Got Home Alive (série télévisée documentaire) (1 épisode) : l'infirmière principale
- 2012 : Super Sunday (mini-série) (1 épisode) : Jenny
- 2012 : Mac & Devin Go to High School (série télévisée) (1 épisode) : l'étudiante du Foreign Exchange
- 2012 : All About Lizzie (série télévisée) (2 épisodes) : Jessica
- 2012 : Blackout (série télévisée) (1 épisode) : Techie
- 2013 : Jalousie maladive (Jodi Arias: Dirty Little Secret) (téléfilm) : la technicienne du labo
- 2015 : Real Husbands of Hollywood (série télévisée) (1 épisode) : Cream
- 2015 : Philadelphia (It's Always Sunny in Philadelphia) (série télévisée) (1 épisode) : Nina
- 2015 : Parks and Recreation (série télévisée) (1 épisode) : Kiki
- 2014- 2018 : Unnecessary Force (série télévisée) (10 épisodes) : Agent Jackson

### Jeu vidéo
- 2008 : Latent Lava (jeu vidéo) : Angela (voix) (créditée comme Genevieve Odabe)